# 節句

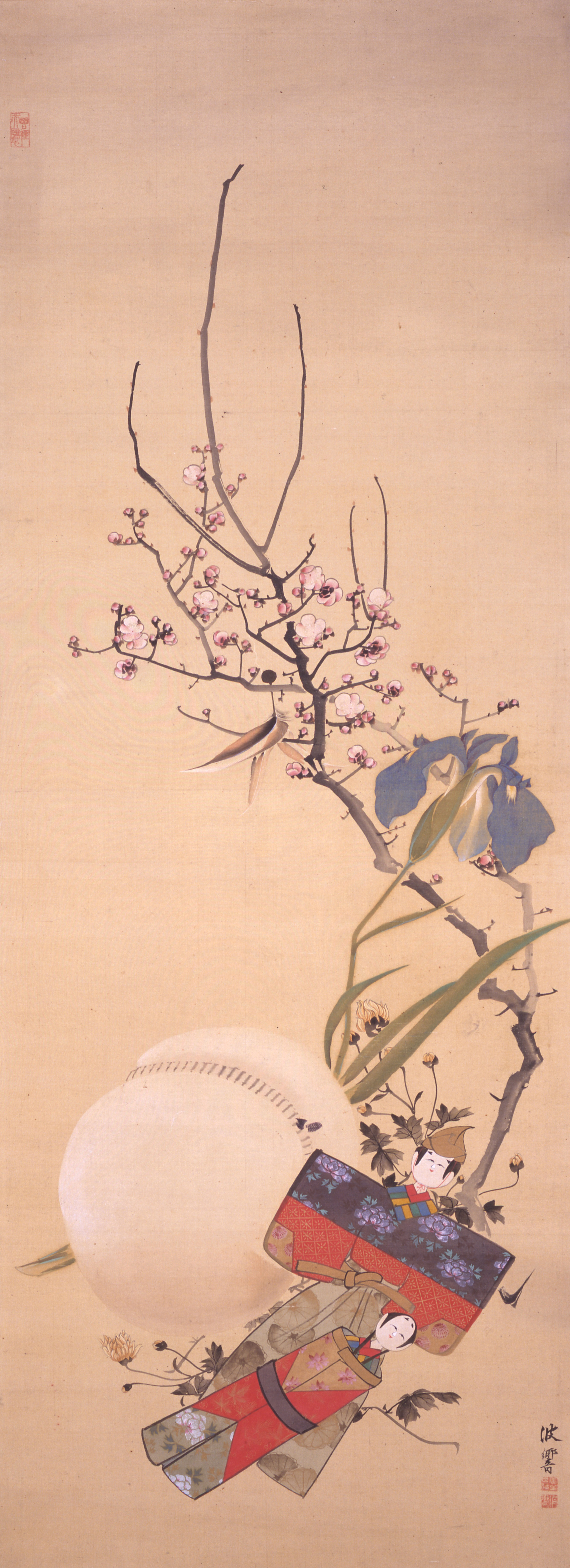
絹本着色五節句図 蠣崎波響筆（市立函館博物館蔵）

節句（せっく）は、伝統的な年中行事を行う季節の節目（ふしめ）となる日である。節供（せっく）、古くは節日（せちにち）とも言われる。

## 概要
この日には、日本の宮廷において節会（せちえ）と呼ばれる宴会が開かれた。節句のうち5つを江戸幕府が公的な行事・祝日として定めた。それが人日、上巳、端午、七夕、重陽の五節句である。
| 漢名                | 日付   | 和名                      | 節句料理                                                       | 五行 |
| ------------------- | ------ | ------------------------- | -------------------------------------------------------------- | ---- |
| 人日 （じんじつ）   | 1月7日 | 七草の節句                | 七草粥。                                                       | 木   |
| 上巳 （じょうし）   | 3月3日 | 桃の節句 雛祭り           | 菱餅や白酒など。                                               | 火   |
| 端午 （たんご）     | 5月5日 | 菖蒲の節句                | 菖蒲酒。菖蒲湯の習俗あり。関東では柏餅、中国や関西ではちまき。 | 土   |
| 七夕 （しちせき）   | 7月7日 | 笹の節句 七夕（たなばた） | 裁縫の上達を願い素麺が食される（織姫も参照）。                 | 金   |
| 重陽 （ちょうよう） | 9月9日 | 菊の節句                  | 菊を浮かべた酒など（菊酒も参照）。                             | 水   |

1〜12の数の内での奇数ではなく、1桁の数で奇数となる「1・3・5・7・9」の5つの数字の内の「3・5・7・9」の、月と日で重なる日を選んだので、11月11日は「節句」には入らない。5つの数字にしたのは、五行説に対応させるためともされる。また、1月1日の「元日」は、年の始まりという別格の扱いなので、「五節句」には入らない。代わりに1月7日が「五節句」に入る。
明治維新後もしばらくは実施されていたが、改暦の年である1873年（明治6年）1月4日太政官第1号布告「五節ヲ廃シ祝日ヲ定ム」によって廃止となった。その後、1948年（昭和23年）7月20日公布・施行の「国民の祝日に関する法律」によって、2024年（令和6年）現在においては端午の節句のみ「こどもの日」の名称で祝日となっている。
「御節供」と呼ばれた節句料理はもともと五節句の祝儀料理すべてをいっていたが、のちに最も重要とされる人日の節句の正月料理を指すようになった。そして、今日では「おせち」として、正月三が日もしくは七日にかけての松の内の期間において食べるものを指すようになっている。ただ、今日でも人日の節句の七草粥など「節句料理」として残っているものがある。
節句に飾られる人形（雛人形、五月人形など）は、節句人形（せっくにんぎょう）とも称される。
なお、新暦では3月3日・5月5日・7月7日は同じ曜日となる。

## ことわざ
六日の菖蒲、十日の菊（むいかのあやめ/しょうぶ、とおかのきく）
5月5日（菖蒲の節句）までの菖蒲、9月9日（菊の節句）までの菊は価値があるが、その日を過ぎると一気に価値がなくなる意味。転じて、時機を逸して価値のなくなった状態を指す。例えば、2月14日を過ぎたバレンタインチョコ、12月25日を過ぎたクリスマスケーキが投げ売りされることと同様の意味合いである。
怠け者の節句働き（なまけもののせっくばたらき）
普段働かないで怠けている者が、みんなが休む節句に働くこと。

## 脚註
1. ↑  1870年2月27日（明治3年1月27日）太政官第57号布告「郵船商船規則」には、祝日として人日以外の四節句が記載されている[5]。